# Otto van Volxem
Otto van Volxem (* 18. August 1913 in Hamm; † 16. Februar 1994 in Konz-Oberemmel) war ein deutscher Weingutsbesitzer und Politiker (CDU). Er war von 1957 bis 1959 Minister für Inneres und Soziales des Landes Rheinland-Pfalz und von 1959 bis 1971 Präsident des Landtages.

## Leben
Otto van Volxem wurde als Sohn eines Arztes geboren. Nach dem Besuch der Volksschule und dem Abitur am Gymnasium Aloisiuskolleg in Bad Godesberg studierte er von 1933 bis 1937 Landwirtschaft und Weinbau an der Weinbaulehranstalt Trier und übernahm anschließend das elterliche Weingut in Oberemmel an der Saar. Er leistete 1935/36 Wehrdienst und nahm von 1939 bis 1945 als Soldat am Zweiten Weltkrieg teil, zunächst bei der Infanterie und nach einer erlittenen Verwundung als Unteroffizier bei der Artillerie. Zum 1. Juli 1940 trat er der NSDAP bei. Bei Kriegsende geriet er in US-amerikanische Gefangenschaft, aus der er kurze Zeit später entlassen wurde. Im Anschluss bewirtschaftete er erneut das Weingut in Oberemmel, das er in der Folgezeit wiederaufbaute. Er wurde 1964 Vorsitzender der Weinwerbung Mosel-Saar-Ruwer und war danach bis 1980 ihr Ehrenvorsitzender. Außerdem war er von 1961 bis 1967 Vorsitzender des rheinland-pfälzischen Landeskuratoriums Unteilbares Deutschland.
Van Volxem, der ab 1946 Mitglied der CDU war, war von 1948 bis 1957 Kreistagsmitglied des Kreises Saarburg. Bei der Landtagswahl 1951 wurde er erstmals als Abgeordneter in den Rheinland-Pfälzischen Landtag gewählt, dem er ohne Unterbrechung bis 1971 angehörte. Von 1959 bis 1971 war er Präsident des Landtages. Des Weiteren war er Mitglied des Gemeinderates von Oberemmel sowie Mitglied im Rat der Verbandsgemeinde Konz und dort von 1974 bis 1979 Vorsitzender der CDU-Fraktion.
Vom 15. Oktober 1957 bis zum 19. Mai 1959 amtierte van Volxem als Innen- und Sozialminister in der von Ministerpräsident Peter Altmeier geführten Landesregierung von Rheinland-Pfalz (Kabinett Altmeier III).
Otto van Volxem war seit 1948 mit Josefa Maria Reiter verheiratet und hatte vier Kinder.

## Ehrungen
- 1963: Großkreuz des Verdienstordens der Bundesrepublik Deutschland
- 1966: Leibniz-Medaille der Akademie der Wissenschaften und der Literatur Mainz
- Ehrenmitglied der katholischen Studentenverbindung K.St.V. Ketteler Mainz